# 趙直
趙直（？—？），蜀漢占卜師，專長解夢。

## 生平

### 生桑之夢
何祗一日夢見他家的井里長出一棵桑樹，於是找趙直解夢。趙直說：“桑樹並不是井裡生長的東西，而且‘桑’字（古作‘桒’）是四個‘十’字下加一個‘八’字，你的壽命恐怕過不了四十八歲。”何祇笑著說：“能有四十八歲壽命，已經足夠了。”後來何祗真在48歲時去世。

### 蔣琬問夢
蔣琬跟隨劉備自入蜀之前，已擔任州書佐一職。入蜀後，劉備任命他當廣都縣長。在任期間，因貪杯怠惰了公事，劉備打算重罰他，後來諸葛亮替他求情，並稱讚他說：「蔣琬是社稷的棟樑之材，而不只是當百里侯的材料。他推行政務皆以安定百姓為根本，也不會用表面功夫來敷衍，希望主公能再次考慮。」劉備向來很敬重諸葛亮，聽他這麼說之後，就不再追究蔣琬的過失，只是暫免蔣琬的官職。蔣琬被免官後，夜裡夢見一個牛頭於門前，流血滂沱，蔣琬十分厭惡這個夢，於是找了趙直問其凶吉。趙直說：“見血之事，是事已有分明。牛角和鼻子，是‘公’字之象，您的職位必定達到公卿，此乃大吉的徵兆。”後蔣琬官至大司馬、安陽亭侯。

### 魏延生角
西元234年，諸葛亮第五次北伐，魏延被任為前鋒，夢到自己頭上生角，於是向趙直詢問，趙直說：「麒麟有角而不用，這是敵人即將不戰自破的徵兆啊！」等魏延離開後卻對其他人說：「角這個字拆開來看就是『刀』下『用』，在頭上用刀，兆頭十分凶險啊。」結果魏延在與長史楊儀爭權的過程中，被楊儀派馬岱追擊並將他斬首。